# 2010–2011-es négysánc-verseny
A 2010–2011-es négysánc-verseny, a 2010–2011-es síugró-világkupa részeként került megrendezésre, melyet hagyományosan Oberstdorfban, Garmisch-Partenkirchenben (Németország), valamint Innsbruckban és Bischofshofenben (Ausztria) tartottak 2010. december 28. és 2011. január 6. között.
A torna győztese az osztrák Thomas Morgenstern lett, megelőzve a svájci Simon Ammannt és a norvég Tom Hildét.

## Eredmények

### Oberstdorf
Schattenbergschanze HS 137

2010. december 29.
| Helyezés | Név                | Nemzetiség | 1. ugrás (m) | 2. ugrás (m) | Pontok | Összetett pontok | Világkupa összetett pontok |
| -------- | ------------------ | ---------- | ------------ | ------------ | ------ | ---------------- | -------------------------- |
| 1        | Thomas Morgenstern | Ausztria   | 131.5        | 138.0        | 289.6  | 290 (1)          | 705 (1)                    |
| 2        | Matti Hautamäki    | Finnország | 125.0        | 137.5        | 273.1  | 273 (2)          | 431 (3)                    |
| 3        | Manuel Fettner     | Ausztria   | 130.0        | 131.5        | 264.0  | 264 (3)          | 197 (11)                   |
| 4        | Simon Ammann       | Svájc      | 123.0        | 134.5        | 259.6  | 260 (4)          | 361 (4)                    |
| 5        | Andreas Kofler     | Ausztria   | 128.5        | 126.0        | 259.0  | 259 (5)          | 525 (2)                    |

### Garmisch-Partenkirchen
Große Olympiaschanze HS 142

2011. január 1.
| Helyezés | Név             | Nemzetiség    | 1. ugrás (m) | 2. ugrás (m) | Pontok | Összetett pontok | Világkupa összetett pontok |
| -------- | --------------- | ------------- | ------------ | ------------ | ------ | ---------------- | -------------------------- |
| 1        | Simon Ammann    | Svájc         | 131.0        |              | 142.1  | 461 (3)          | 402 (2)                    |
| 2        | Pavel Karelin   | Oroszország   | 132.5        |              | 138.3  | 244 (31)         | 215 (8)                    |
| 3        | Adam Małysz     | Lengyelország | 132.0        |              | 138.0  | 381 (4)          | 374 (5)                    |
| 4        | Anders Jacobsen | Norvégia      | 127.5        |              | 134.7  | 358 (12)         | 181 (15)                   |
| 5        | Janne Ahonen    | Finnország    | 134.0        |              | 133.2  | 335 (26)         | 63 (25)                    |

### Innsbruck
Bergiselschanze HS 130

2011. január 3.
| Helyezés | Név                | Nemzetiség    | 1. ugrás (m) | 2. ugrás (m) | Pontok | Összetett pontok | Világkupa összetett pontok |
| -------- | ------------------ | ------------- | ------------ | ------------ | ------ | ---------------- | -------------------------- |
| 1        | Thomas Morgenstern | Ausztria      | 129.5        | 126.5        | 266.5  | 682 (1)          | 823 (1)                    |
| 2        | Adam Małysz        | Lengyelország | 128.0        | 123.0        | 257.5  | 639 (3)          | 454 (5)                    |
| 3        | Tom Hilde          | Norvégia      | 127.5        | 122.0        | 255.2  | 616 (6)          | 286 (7)                    |
| 4        | Simon Ammann       | Svájc         | 128.0        | 122.0        | 252.7  | 654 (2)          | 511 (3)                    |
| 5        | Matti Hautamäki    | Finnország    | 125.0        | 123.5        | 249.7  | 638 (4)          | 476 (4)                    |

### Bischofshofen
Paul-Ausserleitner-Schanze HS 142

2011. január 6.
| Helyezés | Név                | Nemzetiség | 1. ugrás (m) | 2. ugrás (m) | Pontok | Összetett pontok | Világkupa összetett pontok |
| -------- | ------------------ | ---------- | ------------ | ------------ | ------ | ---------------- | -------------------------- |
| 1        | Tom Hilde          | Norvégia   | 138.0        | 132.0        | 278.7  | 895 (3)          | 386 (6)                    |
| 2        | Thomas Morgenstern | Ausztria   | 136.0        | 135.0        | 277.1  | 959 (1)          | 903 (1)                    |
| 3        | Andreas Kofler     | Ausztria   | 131.5        | 139.5        | 275.3  | 841 (8)          | 621 (2)                    |
| 4        | Simon Ammann       | Svájc      | 133.0        | 140.0        | 274.0  | 928 (2)          | 561 (3)                    |
| 5        | Martin Koch        | Ausztria   | 131.5        | 140.5        | 264.5  | 881 (5)          | 249 (10)                   |

## Végeredmény
Összetett végeredmény
| Helyezés | Név                | Nemzetiség    | Oberstdorf | Garmisch- Partenkirchen | Innsbruck  | Bischofshofen | Pontok |
| -------- | ------------------ | ------------- | ---------- | ----------------------- | ---------- | ------------- | ------ |
| 1        | Thomas Morgenstern | Ausztria      | 289.6 (1)  | 125.6 (14)              | 266.5 (1)  | 277.1 (2)     | 958.8  |
| 2        | Simon Ammann       | Svájc         | 259.6 (4)  | 142.1 (1)               | 252.7 (4)  | 274.0 (4)     | 928.4  |
| 3        | Tom Hilde          | Norvégia      | 246.6 (10) | 114.5 (36)              | 248.0 (6)  | 278.7 (1)     | 895.0  |
| 4        | Manuel Fettner     | Ausztria      | 264.0 (3)  | 111.1 (29)              | 247.0 (6)  | 259.3 (6)     | 882.4  |
| 5        | Martin Koch        | Ausztria      | 254.1 (7)  | 126.1 (10)              | 235.9 (13) | 264.5 (5)     | 880.6  |
| 6        | Adam Małysz        | Lengyelország | 243.3 (11) | 138.0 (3)               | 257.5 (2)  | 236.4 (10)    | 875.2  |
| 7        | Matti Hautamäki    | Finnország    | 273.1 (2)  | 115.6 (34)              | 249.7 (5)  | 223.4 (22)    | 861.8  |
| 8        | Andreas Kofler     | Ausztria      | 259.0 (5)  | 62.6 (50)               | 243.6 (7)  | 275.3 (3)     | 840.5  |